# Halo Infinite
Halo Infinite es un videojuego de disparos en primera persona de la franquicia de videojuegos de ciencia ficción creada por Bungie Studios y actualmente desarrollada por 343 Industries. Es exclusivo para las plataformas Xbox One, Microsoft Windows y Xbox Series X|S. El juego es desarrollado por 343 Industries y distribuido por Xbox Game Studios. El juego es una secuela directa de Halo 5: Guardians y Halo Wars 2 pero catalogado por 343 Industries como un reinicio espiritual de la saga.
En esta nueva entrega, el Jefe Maestro, personaje principal de la saga, se enfrentará a un grupo sanguinario y temible conocido como los Desterrados, formado por antiguos integrantes del Covenant. Introducidos en el videojuego Halo Wars 2 y en las novelas del universo de Halo, aparecen esta vez como la amenaza principal en la historia.
Halo Infinite tiene muchas interrogantes que son respondidas en la misma entrega, como qué sucedió con Cortana, el futuro de la UNSC y qué persiguen los Desterrados en Zeta Halo. La entrega estrella de Xbox del 2021 Halo Infinite tendrá por primera vez un multijugador free-to-play en todas las plataformas en el que el juego sea lanzado, tendrá el conocido sistema de pase de batalla con temporadas, siendo la primera anunciada hasta la fecha "Héroes de Reach", que otorgará armaduras basadas en los personajes principales del juego Halo Reach entre otras recompensas.
Fue anunciado oficialmente el 10 de junio de 2018 durante la conferencia de Electronic Entertainment Expo 2018 con una demostración del nuevo motor del juego de nombre Slipspace Engine. Un año después, en la conferencia de Electronic Entertainment Expo 2019, se reveló un segundo adelanto estableciendo que la salida del juego será a finales del 2020 a la par de la nueva consola de Microsoft: la Xbox Series X|S. Sin embargo, el 11 de agosto de 2020, Microsoft anunció el retraso del videojuego para 2021 sin una fecha específica debido a la pandemia de coronavirus 2019-20. Finalmente, el 25 de agosto de 2021 se confirmó la fecha de estreno para el 8 de diciembre de 2021.

## Desarrollo
Aunque el desarrollo de Halo Infinite se habría revelado durante junio de 2017, Halo Infinite no fue anunciado oficialmente hasta la conferencia de Microsoft de E3 2018, con un tráiler demuestra varios paisajes, antes de cortar a una toma que presenta al personaje Master Chief sosteniendo su casco, para finalmente presentar el nombre del videojuego. Al finalizar la conferencia, Aaron Greenberg, jefe de marketing de Xbox demostró su entusiasmo por el título, añadiendo: "Estoy personalmente emocionado al saber que no es [sólo] Halo 6. Este [juego] es más grande, atrevido y ambicioso."
Halo Infinite está desarrollado y emplea un nuevo motor gráfico denominado "Slipspace", descrito como "el [motor] más potente que han utilizado nunca".[cita requerida] Aaron Greenberg dice: "lo que vieron era una demostración in-engine"[cita requerida]. Según la página web de la franquicia:

La demostración del motor Slipspace mostrada en el E3 de este 2018 es la culminación de años de trabajo y está realizado con la pasión de cientos de trabajadores de 343 Industries. Cuando comenzamos este proyecto, la visión del equipo sobre el juego era ambiciosa, tanto como para saber que sería necesario contar con nueva tecnología para conseguir los objetivos que nos habíamos propuesto con Halo Infinite. La demostración de la conferencia del E3 muestra parte del prometedor potencial de esta tecnología. Todo lo que vemos está hecho con motor in-game. Seguimos teniendo mucho camino por delante hasta que lancemos el juego, así que las cosas evolucionarán con seguridad hasta ese momento, y el motor de la demostración es una clara prueba de la dirección que estamos tomando con nuestro próximo juego y una buena manera de reflejar hasta dónde llega nuestra tecnología ahora mismo.

Un año después, en el E3 del 2019 se presentó un nuevo avance de Halo Infinite, anunciando el lanzamiento del juego para finales de 2020, y será lanzado junto a la consola de nueva generación de sobrenombre Project Scarlett.
El 24 de junio de 2020, se reveló un segundo Teaser de una transmisión de audio, anunciando el regreso de los Desterrados de Halo Wars 2.
El 23 de julio de 2020 en el Xbox Showcase 2020, se reveló el primer gameplay oficial del videojuego. Sin embargo luego de la revelación del gameplay, el juego fue blanco de críticas negativas por parte de los fanáticos, especialmente por los gráficos mostrados en el gameplay ya que no parecían de un juego de Xbox Series X, comparándolos con los gráficos de Xbox 360 o Xbox One. Ante esta situación, 343 industries respondió diciendo que los gráficos siguen en desarrollo, pero prometió que los gráficos mejorarían.

## Lanzamiento
Durante el E3, Microsoft mediante el nuevo avance de Halo Infinite, anunció que el lanzamiento del juego será a finales de 2020, y sería lanzado junto a la consola de nueva generación de sobrenombre Project Scarlett (hoy llamadas Xbox Series S y Xbox Series X).
Sin embargo, el 11 de agosto de 2020, Microsoft anunció el retraso del videojuego para otoño de 2021. Esto se debió a problemas de desarrollo causados por los efectos de la pandemia de coronavirus 2019-20.
343 Industries dio a conocer en una actualización durante la Gamescom: Opening Night Live el 25 de agosto de 2021 la fecha oficial de salida del juego siendo esta el 8 de diciembre de 2021, estando disponible día uno en Game Pass en Xbox One (S y X respectivamente), Series X y Series S y PC
El 29 de julio de 2021, 343 Industries, publicó la prueba técnica para aquellos jugadores que se registraron para esta; en la cual se pudieron jugar 2 modos; Academia y Marine Bot Slayer; dos innovadores modos de juegos para la franquicia, que estarán incluidos cuando Halo Infinite sea publicado.
El 15 de noviembre de 2021 se adelantó y liberó la beta del multijugador free to play con motivo del Vigésimo aniversario de la franquicia Halo.